# كمال الحلو
كمال الحلو (1939 - 2010)، ممثل ومؤلف موسيقي لبناني.

## عن حياته
دخل إلى الفن عن طريق الإذاعة، حيث كانت بوابته الإذاعية الأولى هي إذاعة لبنان الرسمية، وبعدها إذاعة الشرق الأدنى. وبعد افتتاح تلفزيون لبنان عام 1959 كان من أوائل من انضم إليه كممثل ثم منتج للعديد من الأعمال الدرامية. من أهم المسلسلات التي قدمها: ليالي شهرزاد، أبو الطيب، جحا الضاحك الباكي، بربر آغا.

## من أعماله

### في السينما
- الانفجار.
- المحترف والأشباح.
- الفجر.

### في التلفزيون
- كانت إيام.
- الحاقد.
- يسعد مساكم.
- بربر آغا.
- ليالي شهرزاد.
- وأمطرت ذات صيف.
- حكايتي.
- مع الأطباء العرب.
- جحا الضاحك الباكي.
- بو بليق.
- دوار يا زمن.
- نساء في العاصفة.
- أيام الدراسة (مسلسل أطفال لبناني)
- البواسل.
- غريبة.
- الملاك الثائر: جبران.
- الطاغية
- مالح يا بحر.
- جبران.
- ثبات ونبات.
- خطوة حب.
- شيء من القوة.
- ضحايا الماضي.
- نار تحت الجليد.

## روابط خارجية
- كمال الحلو على موقع قاعدة بيانات الأفلام العربية